# Nome de l'Occident

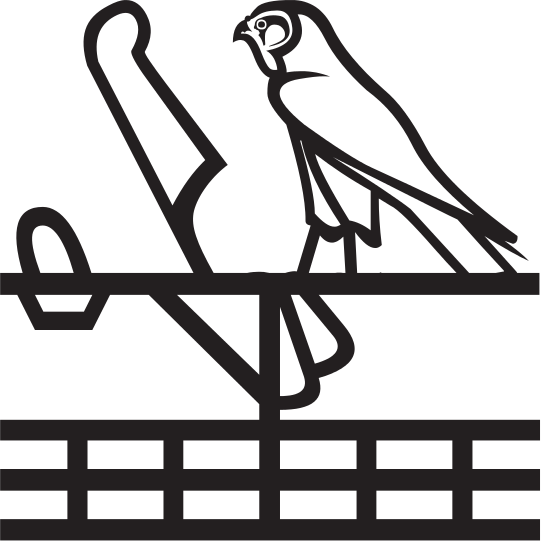
Hiéroglyphe symbole du Nome.

Le nome de l'Occident (jmntt) est l'un des quarante-deux nomes (division administrative) de l'Égypte antique. C'est l'un des vingt nomes de la Basse-Égypte et il porte le numéro trois.

## Géographie
Ce nome faisait près de 147 km de long selon la liste des nomes de Sésostris Ier. Le nome était situé pendant une bonne partie de l'histoire égyptienne entre le nome de la Cuisse au sud, les nomes inférieur et supérieur de Neith à l'est, le nome du Harpon à cordes-côté occidental au nord et le désert occidental à l'ouest. Cependant, pendant la période ptolémaïque, le nome intégra des territoires du nome du Harpon à cordes-côté occidental jusqu'à la mer Méditerranée, ce dernier nome ne bordant alors le nome de l'Occident que du côté du nord-est.

## Histoire
Sur la liste des nomes de Sésostris Ier, la capitale nommée était Hout-Ihyt (« Le Château de la Vache »). Cependant, dans les inscriptions du temple d'Edfou daté de la période ptolémaïque, la capitale du nome était Per-Nebet-Imaou (« Le Domaine de la Dame d'Imaou »), probablement l'actuel Kôm el-Hisn. Si la ville du « Château de la Vache » n'est pas formellement identifiée avec un site et semble bien différent de .
Après la campagne contre les Tjéhénou sous le règne de Séthi Ier, le Delta occidental (de la pointe nord-ouest à Memphis) et la région désertique adjacente ont fait l'objet de toutes les attentions royales par la construction de nombreuses forteresses au début du règne de Ramsès II, dont, sur la façade occidentale du Delta, Tell Abqa'in, Kôm Firin, Momemphis et Karm Abou Girg, et, le long de la côte méditerranéenne, El-Gharbaniyat, el-Alamein et Zaouiet Oumm el-Rakham (en).
À la fin de la XXIIe dynastie, la région pris une relative importance avec la domination de facto de « Grands chefs de Libou » nommés Nimlotpyd puis Teter. Teter est ensuite remplacé par un certain Ker au plus tard en l'an 19 du règne de Sheshonq V, qui était à la fois « Grand chef des Libou » et « Grand chef des Mâ », ce dernier titre étant celui du dirigeant de facto des villes de Saïs (5e nome) et de Bouto (6e nome). Ce dernier sera suivi d'un certain Roudamon puis d'un certain Ânkhhor, et puis enfin du fameux Tefnakht qui organisa une coalition contre la conquête koushite de Piânkhy. Ainsi, dès la fin de la XXIIe dynastie, une bonne partie du territoire du nome semble être sous la domination des chefs saïtes.
Dans les frontières du nome à l'époque ptolémaïque, le nord du nome a vu le développement d'Alexandrie, capitale de l'Égypte pendant toute la période gréco-romaine.

## Divinités locales

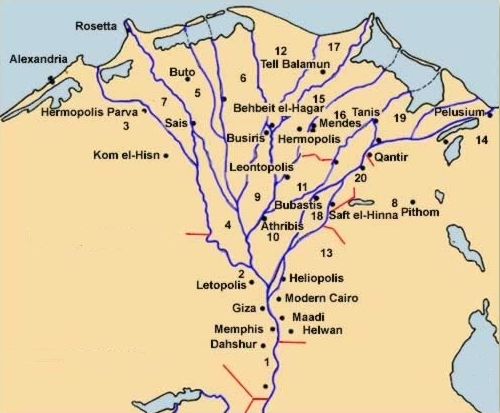
Les nomes de Basse-Égypte

La « Dame d'Imaou » était Hathor, qui était donc la principale déesse vénérée dans le nome,.
Sur la côte méditerranéenne, les villes d'Alexandrie et de Canope sont connues pour leur dévotion envers Sarapis (sérapéum d'Alexandrie et de Canope) et Isis (temple d'Isis Pharia à Alexandrie). À Canope était également vénéré Osiris. À Taposiris Magna, c'est Osiris à nouveau qui était très vénéré, avec un temple qui lui était dédié.

## Lieux principaux
Les frontières du nome ont changé avec le temps, les villes citées ci-dessous ont été identifiées comme faisant partie du nome dans ses frontières ptolémaïques.
- Momemphis
- Kôm Firin (Gynaekopolis ?)
- Tell Abqa'in
- Karm Abou Girg
- Naucratis
- Alexandrie
  - Kom el-Dikka
- Taposiris Magna (Abousir (lac Mariout))
- Canope
- Thônis-Héracléion
- Ménouthis (en)
- Maréa
- Kôm Abou Billou
- Andropolis (en)